# لیرجت ۶۰
لیرجت ۶۰ (به انگلیسی: Learjet 60) یک هواگرد ساختِ کارخانهٔ بمباردیه اروسپیس در کشور کانادا است که در سال ۱۹۹۱–۲۰۱۲ ساخته شد. این هواگرد برای نخستین بار در ۱۰ اکتبر ۱۹۹۰ میلادی مورد استفاده قرار گرفت.